# Rachid El Basir
Rachid El Basir (Marruecos, 4 de octubre de 1968) es un atleta marroquí retirado, especializado en la prueba de 1500 m en la que llegó a ser subcampeón olímpico en 1992.

## Carrera deportiva
En los JJ. OO. de Barcelona 1992 ganó la medalla de plata en los 1500 metros, con un tiempo de 3:40.62 segundos, llegando a meta tras el español Fermín Cacho (oro) y por delante del catarí Mohamed Suleiman (bronce).